# Chimimo
Chimimo (ちみも?) es una serie de televisión de anime japonesa original animada por Shin-Ei Animation con la cooperación de M2 Animation y DeeDee Animation Studio y dirigida por Pino Aruto. Está escrito por Kimiko Ueno, con Yashikin componiendo la música. Se emitió de julio a septiembre de 2022 en TV Tokyo y BS Asahi.

## Personajes
Mutsumi Onigami (鬼神むつみ Onigami Mutsumi?)
 Seiyū: Mamiko Noto
Mei Onigami (鬼神めい Onigami Mei?)
 Seiyū: Yuria Kōzuki
Hazuki Onigami (鬼神はづき Onigami Hazuki?)
 Seiyū: Ai Kakuma
Jigoku-san (地獄さん?)
 Seiyū: Junichi Suwabe

## Contenido de la obra

### Anime
La serie de televisión de anime original se anunció el 31 de enero de 2022. Pino Aruto dirige el anime en Shin-Ei Animation, con M2 Animation y DeeDee Animation Studio cooperando en la animación, Takashi Aoshima escribiendo los guiones y Yasuhiro Misawa componiendo la música. Kanahei proporciona los diseños de personajes originales, mientras que Mai Tsutsumi adapta los diseños para la animación. La serie se emitió del 7 de julio al 30 de septiembre de 2022 en TV Tokyo y BS Asahi. El tema de apertura es "Marukoppa" de Chiaki Mayumura, mientras que el tema de cierre es "Nanda Nannan da!" Por Mikako Komatsu. Sentai Filmworks obtuvo la licencia de la serie fuera de Asia.